# Bahrain Victorious/2023
Deze pagina geeft een overzicht van de UCI World Tour-wielerploeg Bahrain Victorious in 2023.

## Algemeen
Algemeen manager: Milan Eržen
Teammanagers: Gorazd Štangelj
Ploegleiders: Xavier Florencio, Michał Gołaś, Roman Kreuziger, Franco Pellizotti, Enrico Poitschke, Neil Stephens, Alberto Volpi
Coaches: Artiz Arberas, Andrea Fusaz, Timothy Kennaugh
Staf: Vladimir Miholjević
Fietsen: Merida
Banden: Continental AG

## Renners
| Naam                  | Geboortedatum | Nationaliteit       | Ploeg 2022                         |
| --------------------- | ------------- | ------------------- | ---------------------------------- |
| Yukiya Arashiro       | 22-09-1984    | Japan               |                                    |
| Nikias Arndt          | 18-11-1991    | Duitsland           | Team DSM                           |
| Phil Bauhaus          | 08-06-1994    | Duitsland           |                                    |
| Peio Bilbao           | 25-02-1990    | Spanje              |                                    |
| Santiago Buitrago     | 26-09-1999    | Colombia            |                                    |
| Nicolò Buratti**      | 07-07-2001    | Italië              | Cycling Team Friuli ASD            |
| Damiano Caruso        | 12-10-1987    | Italië              |                                    |
| Matevž Govekar        | 17-04-2000    | Slovenië            |                                    |
| Kamil Gradek          | 17-09-1990    | Polen               |                                    |
| Jack Haig             | 06-09-1993    | Australië           |                                    |
| Heinrich Haussler*    | 25-02-1984    | Australië           |                                    |
| Rainer Kepplinger     | 19-08-1997    | Oostenrijk          | Hrinkow Advarics Cycleang          |
| Mikel Landa           | 13-12-1989    | Spanje              |                                    |
| Filip Maciejuk        | 03-09-1999    | Polen               |                                    |
| Ahmed Madan           | 25-08-2000    | Bahrein             |                                    |
| Gino Mäder****        | 04-01-1997    | Zwitserland         |                                    |
| Fran Miholjević       | 02-08-2002    | Kroatië             | Cycling Team Friuli ASD            |
| Jonathan Milan        | 01-10-2000    | Italië              |                                    |
| Matej Mohorič         | 19-10-1994    | Slovenië            |                                    |
| Andrea Pasqualon      | 02-01-1988    | Italië              | Intermarché-Wanty-Gobert Matériaux |
| Hermann Pernsteiner   | 07-08-1990    | Oostenrijk          |                                    |
| Wout Poels            | 01-10-1987    | Nederland           |                                    |
| Johan Price-Pejtersen | 26-05-1999    | Denemarken          |                                    |
| Dušan Rajović         | 19-11-1997    | Servië              | Team Corratec                      |
| Cameron Scott         | 04-01-1998    | Australië           | ARA Pro Racing Sunshine Coast      |
| Jasha Sütterlin       | 04-11-1992    | Duitsland           |                                    |
| Antonio Tiberi ***    | 24-06-2001    | Italië              | Trek-Segafredo                     |
| Sergio Tu             | 24-02-1997    | Taiwan              | Cycling Team Friuli ASD            |
| Alfred Wright         | 13-06-1999    | Verenigd Koninkrijk |                                    |
| Edoardo Zambanini     | 21-04-2001    | Italië              |                                    |

* gestopt op 7/4
** vanaf 12/4
*** vanaf 1/6
**** overleed op 16/6 na val

### Vertrokken
| Renner            | Geboortedatum | Nationaliteit       | Ploeg 2023            |
| ----------------- | ------------- | ------------------- | --------------------- |
| Sonny Colbrelli   | 17-05-1990    | Italië              | Gestopt               |
| Feng Chun-kai     | 02-11-1988    | Taiwan              | Utsunomiya Blitzen    |
| Domen Novak       | 12-07-1995    | Slovenië            | UAE Team Emirates     |
| Alejandro Osorio  | 28-05-1998    | Colombia            | GW Shimano-Sidermec   |
| Luis León Sánchez | 24-11-1983    | Spanje              | Astana Qazaqstan Team |
| Dylan Teuns       | 01-03-1992    | België              | Israel-Premier Tech   |
| Jan Tratnik       | 23-02-1990    | Slovenië            | Jumbo-Visma           |
| Stephen Williams  | 09-06-1996    | Verenigd Koninkrijk | Israel-Premier Tech   |

## Overwinningen
| Wereldkampioenschappen gravel Matej Mohorič Nationale kampioenschappen wielrennen Groot-Brittannië - wegwedstrijd: Fred Wright Kroatië - tijdrit: Fran Miholjević Servië - wegwedstrijd: Dušan Rajović Taiwan ) tijdrit: Sergio Tu Tour Down Under 1e etappe: Phil Bauhaus 3e etappe: Peio Bilbao Ronde van Saoedi-Arabië 2e etappe: Jonathan Milan Jongerenklassement: Santiago Buitrago Ronde van Italië 2e etappe: Jonathan Milan 19e etappe: Santiago Buitrago Puntenklassement: Jonathan Milan Ploegenklassement: *1) | Ronde van Slovenië 5e etappe: Matej Mohorič Ronde van Frankrijk 10e etappe: Peio Bilbao 15e etappe: Wout Poels 19e etappe: Matej Mohorič Ronde van Polen 2e etappe: Matej Mohorič Eindklassement: Matej Mohorič Puntenklassement: Matej Mohorič Renewi Tour 5e etappe: Matej Mohorič Ronde van Spanje 20e etappe: Wout Poels | CRO Race 4e etappe: Matej Mohorič Ronde van Guangxi 2e etappe: Jonathan Milan |

*1): Ploeg Ronde van Italië: Arashiro, Buitrago, Caruso, Haig, Milan, Pasqualon, Sütterlin, Zambanini
2017 · 2018 · 2019 · 2020 · 2021 · 2022 · 2023 · 2024 · 2025
AG2R-Citroën · Alpecin-Deceuninck · Astana Qazaqstan · Bahrain Victorious · BORA-hansgrohe · Cofidis · EF Education-EasyPost · Groupama-FDJ · INEOS Grenadiers · Intermarché-Circus-Wanty  · Jumbo-Visma · Movistar Team · Soudal-Quick Step · Team Arkéa Samsic · Team DSM · Team Jayco AlUla · Trek-Segafredo · UAE Team Emirates